# Liaba
Liaba är en ort i Burkina Faso.   Den ligger i provinsen Province de la Kossi och regionen Boucle du Mouhoun, i den västra delen av landet, 300 km väster om huvudstaden Ouagadougou. Liaba ligger 334 meter över havet och antalet invånare är 541.
Terrängen runt Liaba är lite kuperad. Närmaste större samhälle är Fini, 14,5 km söder om Liaba.
Omgivningarna runt Liaba är en mosaik av jordbruksmark och naturlig växtlighet. Runt Liaba är det ganska tätbefolkat, med 75 invånare per kvadratkilometer.